# 日本改造計画
『日本改造計画』（にっぽんかいぞうけいかく）は、日本の政治家、小沢一郎の著書。1993年（平成5年）刊行。2006年（平成18年）に復刻された。

## 概要
小沢が自民党に在籍していた1993年（平成5年）5月20日に講談社から出版され、実際に書店に並んだのは6月下旬だった。内容は小沢の政策やビジョンをつづったもので、小沢が自民党を離党して、新生党を立ち上げ、細川連立内閣が成立するという政治の激動期において、中心人物の小沢の考えを知るための書として、発行部数72万5000部の年間3位のベストセラーになった。かつて、小沢の師の田中角栄が1972年（昭和47年）に著してベストセラーになった『日本列島改造論』の1990年代版ともいわれる。
具体的には、新自由主義的な経済改革、大胆な税制改革（消費税率を10%に引き上げる一方で、所得税・住民税を半分に、法人税を「世界最低水準」まで引き下げ）、貿易自由化の推進、首相官邸機能の強化、軍事も含めた積極的な国際貢献、政権交代のある二大政党制を可能とする政治改革（小選挙区制の導入）などが提唱されているが、これらはその後の政界再編期、そして21世紀にかけての主要な政治課題を先取りしたものであった。
本書発売を契機に、政治家本出版ブームが起こり、浜田幸一『日本をダメにした九人の政治家』（1993年12月）、橋本龍太郎『VISION OF JAPAN』（1993年12月）、武村正義『小さくともキラリと光る国・日本』（1994年1月）、渡辺美智雄・柿澤弘治・伊吹文明『新保守革命』（1994年4月）などが相次いで発刊された。政界再編の流れの中で、国民の政治への関心が高まるなか、いずれもベストセラーとなった。
小沢は当初『夜明け』というタイトルを考えており、『改造』というタイトルは出版社の要請で入れたという。
ベストセラーになったこともあり、講談社からは英語版を出版する話もあったが、当時講談社の『週刊現代』が、親小沢の小学館の『週刊ポスト』に対抗して、松田賢弥らを起用して小沢批判を繰り広げていたため、この話は一旦消滅したという。講談社に対しては小沢から上層部に対し、「週刊現代は何とかならないか」といった圧力がかけられていたという。英語版は1994年（平成6年）に講談社インターナショナルから出版されている。さらに、翌1995年（平成7年）にはペーパーバック版が出版された。
1998年（平成10年）に絶版となったが、2006年（平成18年）に小沢が民主党代表となり、また、自民党の安倍晋三の『美しい国へ』がベストセラーになって、政治家本が再びブームになっていたのを機に復刻された。復刻にあたり、講談社学芸図書出版部部長の小沢一郎（著者と同姓同名）が担当編集者となった。さらに『日本改造計画』の続編が執筆されるとの報道もなされた。

## 執筆協力者
本書は小沢の理念をもとに、詳細については小沢の主催する勉強会に参加していた官民の有識者が肉付けしたものとされてきたが、執筆過程の詳細はわかっていなかった。
しかし2014年になって、政治学者の御厨貴が明らかにしたところによると、本書の執筆（協力）者は学者が中心で、具体的には「国内政治」は御厨（東京都立大学 (1949-2011)教授）と飯尾潤（埼玉大学講師）、「経済」は伊藤元重（東京大学助教授）と竹中平蔵（慶応大学助教授）、「外交・安全保障」は北岡伸一（立教大学教授）であったという（肩書はいずれも出版当時）。また、税制改革については小沢が官房副長官時代に秘書官を務めるなど側近として知られた香川俊介（大蔵省主計局主査）らが関わったとされる。
2023年には、協力者の一人であった北岡が、より詳細な執筆過程について明らかにしている。北岡によれば本書には多くの人物が関わったものの、小沢は多忙な中でも執筆者と時間をかけて面談して研究会を主催し、自ら目を通し加筆訂正するなどしており、小沢の著書と言えるとしている。
なお、御厨に対しては本書の続編の企画が浮上した時にも講談社から協力要請があったが、辞退したという。

## 書誌情報
- 小沢一郎『日本改造計画』講談社、1993年5月20日。ISBN 4062064820。
- Ichiro Ozawa (1994). Blueprint for a new Japan: the rethinking of a nation. introduction by Jay Rockefeller; translated by Louisa Rubinfien; edited by Eric Gower (1st ed.). Tokyo: Kodansha International. ISBN 4-7700-1871-1
  - Ichiro Ozawa (1995). Blueprint for a new Japan: the rethinking of a nation. introduction by Jay Rockefeller; translated by Louisa Rubinfien; edited by Eric Gower (1st paperback ed.). Tokyo: Kodansha International. ISBN 4-7700-2041-4
- 小澤一郎 (1994). 日本改造計劃. 全球視野 2. 陳世昌譯. 臺北: 聯經出版事業